# Joseph Yerly
Joseph Yerly (* 17. Juni 1896 in Treyvaux, Kanton Freiburg; † 23. Mai 1961) war ein Schweizer Schriftsteller im Freiburger Dialekt der frankoprovenzalischen Sprache.

## Leben
Joseph Yerly war der Sohn von Victor Yerly und von Marie Yerly geb. Gaillard. Er lebte als Landwirt in der freiburgischen Gemeinde Treyvaux und war mit Marie Peiry verheiratet. Er vertrat die Freisinnig-Demokratische Partei im freiburgischen Grossen Rat.
Yerly schrieb Erzählungen, Romane und Theaterstücke im frankoprovenzalischen Patois. Treyvaux zählte in der Zwischenkriegszeit zu den bekannten Spielorten des Patoistheaters.
1939 wurde Yerly zum Präsidenten der neu gegründeten Freiburger Trachtenvereinigung gewählt. Er war Mitglied des Freiburger Schriftstellervereins und des Schweizerischen Schriftsteller-Vereins.
Sein Bühnenwerk Kan la têra tsantè wurde vom Freiburger Komponisten Georges Aeby vertont. 

## Werke
- Kan la têra tsantè. 1938.
- Le tsandèlê dè loton. 1937.
- La voudâja de la Bôma.
- Hommage é l’abbé Bovet.
- Ou pi de la krâ.
- La méjon ke pliàrè. 1941.
- Kolin di dzanlyè.
- Le chèrvechyâ.
- La bénichon.
- Lè botè.
- La voix fribourgeoise, boun’an en Gruyère.